# باکاردی (کوکتل)
باکاردی (به انگلیسی: Bacardi cocktail) یک کوکتل شیرین است که با باکاردی سوپریور و آب لیمو ترش در لیوان تهیه می‌شود.

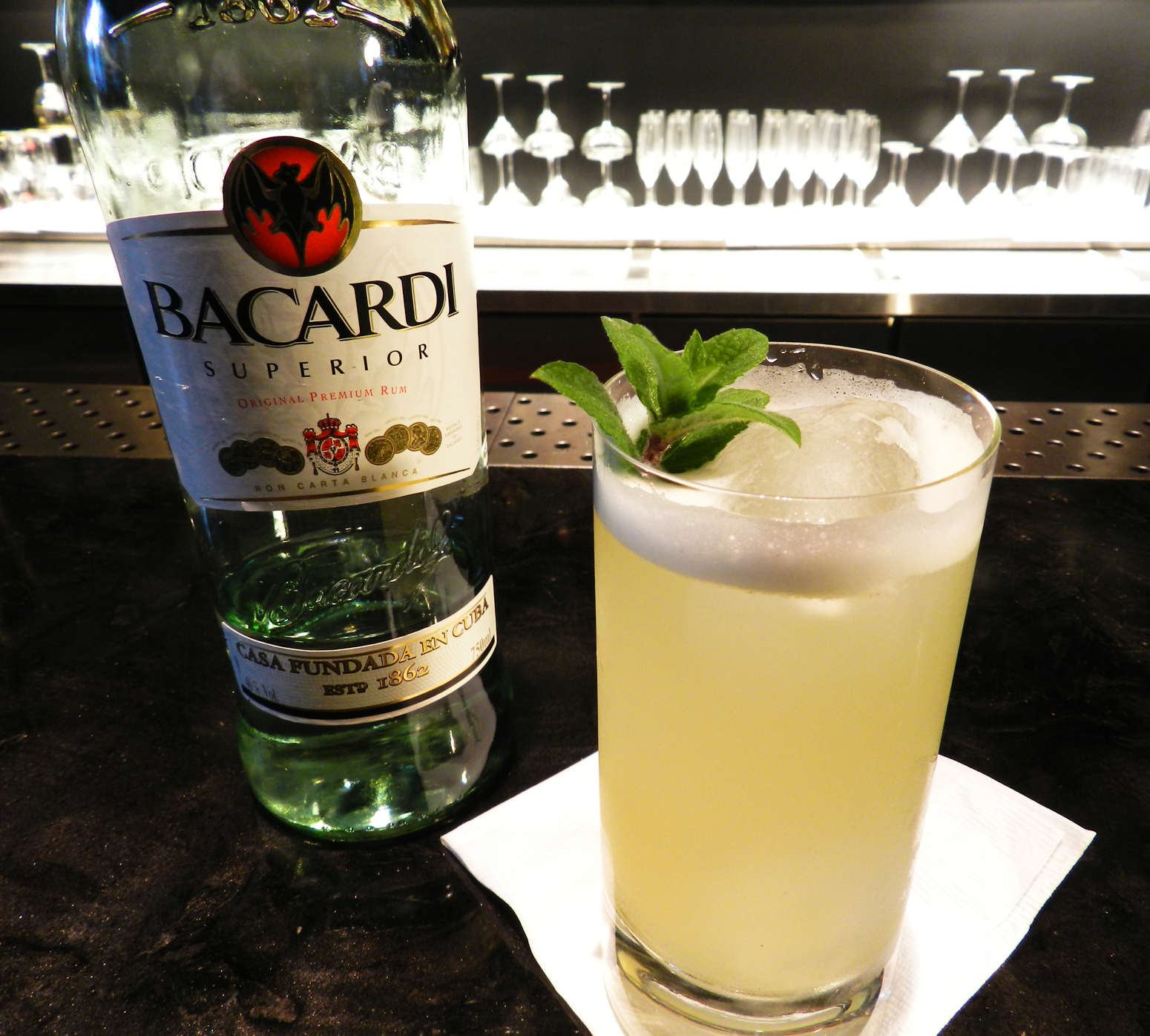
کوکتل باکاردی به همراه بطری باکاردی سوپریور